# Етно-домаћинство Димовић
Етно-домаћинство „Димовић” се налази у селу Велике Пчелице, заселак Браковска река, општина Пивара, Крагујевац. Налази се 15 километара јужно од Крагујевца, у подножју Гледићких планина. Етно-музеј „Димовић” је музеј приватног типа и у власништву је Димовић Синише. Музеј је основан 2007. године. Обилазак музеја је бесплатан.

## Експонати
Музеј поседује изложбене експонате на отвореном, као и у затвореном простору. На отвореном су изложена дрвена сеоска кола, као и крупни дрвени и метални алати, који су се користили у прошлости, али се могу употребљавати и данас. Затворени део је посвећен предметима које су користиле жене за припремање хране и прераду вуне. Преко пута самог објекта музеја, налази се једне од ретких воденица, које и дан данас раде у српском селима.